# فانوس دریایی پوینت پینوس
فانوس دریایی پوینت پینوس در فوریه ۱۸۸۵ برای هدایت کشتی‌ها در سواحل اقیانوس آرام کالیفرنیا روشن شد. این قدیمی‌ترین فانوس دریایی است که به‌طور مداوم در ساحل غربی ایالات متحده کار می‌کند و حتی عدسی آن نیز اصلی است. فانوس دریایی جزیره آلکاتراز هشت ماه قبل از پوینت پینوس بود، اما در سال ۱۹۰۹ توسط زندان نظامی در حال گسترش جایگزین شد. فانوس دریایی پوینت پینوس هنوز یک راهنمای فعال گارد ساحلی ایالات متحده برای ناوبری است. نمایشگاه‌های موزه در محل و سایر عملکردهای مرتبط با فانوس دریایی توسط شهر پاسیفیک گرو، شهرستان مونتری، کالیفرنیا اداره می‌شود. فانوس دریایی توسط زمین گلف شهرداری پاسیفیک گروو احاطه شده‌است.

## شرح
منبع نور این فانوس دریایی، که ۸۹ فوت (۲۷ متر) بالاتر از سطح دریا ارتفاع دارد، یک لامپ ۱ کیلوواتی است که در شرایط مساعد تا ۱۵ مایل دریایی؛ ۲۷ کیلومتر (۱۷ مایل) دورتر قابل رؤیت است. قبلاً، نور آن یک ساعت قبل از غروب خورشید روشن می‌شد و یک ساعت پس از طلوع خورشید خاموش می‌شد. با تکمیل اتوماسیون در سال ۱۹۷۵، یک چراغ چشمک‌زن پشتیبان کوچک با باتری در خارج از برج نصب شد و چراغ اصلی به‌طور دائم روشن شد. سیگنال حاضر دارای یک امضای چرخه ساده ۴ ثانیه‌ای روشن / ۴ثانیه و خاموش / ۱ ثانیه است. به عنوان یک کمک ناوبری بیشتر، یک چراغ رادیویی کلاس D به‌طور مداوم کار می‌کرد که بردی تا ۲۰مایل (۳۰ کیلومتر) داشت. در زیر فانوس دریایی نزدیک‌تر به ساحل، یک مه‌شکن نیز قرار داشت که می‌توانست به‌صورت دستی توسط پرسنل گارد ساحلی روشن شود، زمانی که عدم دید، استفاده از آن را تضمین می‌کرد. با ظهور ناوبری ماهواره‌ای موقعیت‌یاب جهانی در سال ۱۹۹۳، چراغ رادیویی و مه‌شکن غیرفعال شد.